# London Towers
Pour les articles homonymes, voir Towers.
Maillots
Les London Towers sont un club franchisé de basket-ball anglais situé à Londres et appartenant à la English Basketball League. L'équipe est composée des joueurs de la réserve de l'équipe 2006 qui jouait en British Basketball League. En effet, pour la saison 2006-2007, l'équipe de BBL a gelé ses activités.

## Anciens noms
- 1984-1989 : Tower Hamlets
- 1989-1991 : London Docklands
- 1991-2009 : London Towers

## Palmarès
- British Basketball League : 1997, 1999

## Joueurs célèbres
- Ricardo Greer
- Spencer Dunkley
- Steve Bucknall
- Rod Brown